# Un amore sotto l'albero
Un amore sotto l'albero (Noel) è un film del 2004 diretto da Chazz Palminteri.

## Trama
La storia del film ruota intorno a cinque sconosciuti collegati tra loro da una serie di eventi che accadono alla vigilia di Natale. Rose (Susan Sarandon) è un'editrice divorziata che si prende cura della madre affetta dalla malattia di Alzheimer. Nina (Penélope Cruz) e Mike (Paul Walker) sono una giovane coppia in procinto di rompere per via della gelosia di lui. Artie (Alan Arkin) è un cameriere anziano, che ripensa ad Angelina, la sua defunta moglie a ogni Natale ed è convinto che lei si sia reincarnata in Mike. Infine Jules (Marcus Thomas) è un ragazzo che deliberatamente si ferisce le mani per poter passare le feste al pronto soccorso, l'unico posto in grado di riportargli momenti felici della propria infanzia. Alle vicende dei cinque personaggi si aggiunge il misterioso Charlie (Robin Williams) che viene in aiuto di Rose per invitarla a prendersi maggiormente cura di se stessa, piuttosto che preoccuparsi solo degli altri.